# Ictidopsis
Ictidopsis es un género extinto de sinápsido no-mamífero.